# Каучук (Пермский край)
Каучук — посёлок станции в Пермском крае России. Входит в Чайковский городской округ.

## География
Расположен на реке Малая Ужуиха (приток реки Большая Ужуиха), примерно в 18,5 км к юго-западу от города Чайковского и 10 км к юго-западу от посёлка Прикамского.

## Население
| 2010 |
| ---- |
| 186  |

## История
С 2004 до 2018 гг. входил в Ольховское сельское поселение Чайковского муниципального района.

## Топографические карты
- Лист карты O-39-Г.